# Kleinwelsbach
Kleinwelsbach är en ortsteil i staden Nottertal-Heilinger Höhen i Unstrut-Hainich-Kreis i förbundslandet Thüringen i Tyskland. Kleinwelsbach var en kommun fram till den 31 december 2019 när den uppgick i Nottertal-Heilinger Höhen. Kleinwelsbach hade 126 invånare 2019.